# Filip al IV-lea în maro și argintiu
Filip al IV-lea în maro și argintiu este o pictură în ulei pe pânză realizată de pictorul spaniol Diego Velázquez. A fost pictată în 1635 și este păstrată acum la National Gallery din Londra. A fost principalul portret realizat de Velázquez în anii 1630, folosit ca model pentru multele dintre versiunile de atelier.
Data lucrării nu este sigură - site-ul National Gallery anunță anii 1631-1632, în timp ce Carrassat crede că anul este 1635 - dar a fost cu siguranță primul portret pe care artistul l-a produs după prima călătorie în Italia, prin faptul că adoptă paleta mai moale și mai colorată, a școlii venețiene. Există unele dovezi conform cărora portretul a durat o mai mulți ani pentru finalizarea acesteia, ținând cont de incertitudine. Dimensiunea vieții este, spre deosebire de majoritatea portretelor lui Filip al IV-lea, prin faptul că nu-l prezintă în costumul său obișnuit cu totul negru. În schimb, îl prezintă într-un costum brodat maro și argintiu (dând astfel numele picturii), pictat cu pensule mici rapide și purtând însemnele Ordinului Lânii de Aur pe un lanț de aur. Există mai multe pentimenti care tonifică bine compoziția. Semnătura este trecută pe scrisoarea pe care o ține Filip, o petiție fictivă din partea pictorului. Acesta este un semn al importanței pe care Velázquez a acordat-o operei, deoarece a semnat doar câteva dintre picturile sale.

## Proveniență
A fost aproape sigur că pictura expusă în biblioteca din Escorial, în afara Madridului, de la mijlocul secolului al XVII-lea până în 1809, când a fost înlăturată la ordinul lui Joseph Bonaparte, care fusese urcat pe tronul Spaniei de fratele său Napoleon. A prezentat-o unui general Desolle, în ciuda faptului că un funcționar public i-a cerut să o prezinte ca o lucrare mai puțin importantă. Fiica lui Desolle a vândut-o după moartea generalului către colecționarul englez William Thomas Beckford, la moartea căreia în 1844 a fost moștenită de ginerele său, al 10-lea duce de Hamilton. Lucrarea a fost cumpărat de National Gallery cu suma de 6.300 de lire sterline la vânzarea de la Palatul Hamilton din 1882, un preț foarte ridicat pentru o pictură spaniolă la acea vreme.